# Referéndum constitucional de Ecuador de 2023
El referéndum constitucional de Ecuador de 2023 fue un proceso electoral que se realizó el domingo 5 de febrero de 2023 en Ecuador para reformar la constitución. La consulta fue convocada el 29 de noviembre de 2022 por el presidente Guillermo Lasso. La papeleta de votación constó de ocho preguntas para que los votantes puedan aprobar o rechazar. Ese mismo día tuvieron lugar las elecciones seccionales de Ecuador de 2023.

## Antecedentes
El 12 de septiembre de 2022, el presidente Guillermo Lasso realizó el primer anuncio sobre la Consulta Popular, donde indicó que propondría ocho preguntas a la Corte Constitucional para su aprobación previa, denominándola como Consulta Ciudadana. La Constitución ecuatoriana permite consultas populares por iniciativa de la ciudadanía o por convocatoria del Presidente de la República. Esta consulta fue convocada por el presidente. 
La Corte Constitucional rechazó una pregunta, calificando el trámite para esta como Reforma Parcial, necesitando la aprobación previa de la Asamblea Nacional, siendo esta:
- ¿Está usted de acuerdo con que se permita el apoyo complementario de las Fuerzas Armadas en las funciones de la Policía Nacional para combatir el crimen organizado, enmendando la Constitución de conformidad con lo previsto en el Anexo 1?
- Texto propuesto: Art. 158.- Las Fuerzas Armadas y la Policía Nacional son instituciones de protección de los derechos, libertades y garantías de los ciudadanos. Las Fuerzas Armadas tienen como misión fundamental la defensa de la soberanía y la integridad territorial. La protección interna y el mantenimiento del orden público son funciones privativas del Estado y responsabilidad de la Policía Nacional. Previa solicitud motivada de la Policía Nacional, la o el Presidente de la República del Ecuador podrá disponer el apoyo complementario de las Fuerzas Armadas a la Policía Nacional. Este apoyo complementario se brindará para combatir el crimen organizado de forma extraordinaria y regulada. Las servidoras y servidores de las Fuerzas Armadas y la Policía Nacional se formarán bajo los fundamentos de la democracia y de los derechos humanos, y respetarán la dignidad y los derechos de las personas sin discriminación alguna y con apego irrestricto al ordenamiento jurídico.[2]

Tras esto el presidente Lasso envió a la Corte tres preguntas de consulta popular, las cuáles fueron rechazadas por la Corte. Estas eran:
- ¿Está usted de acuerdo con destinar a programas de educación los valores decomisados de las infracciones de lavado de activos, terrorismo y su financiación, trata de personas, tráfico de migrantes y delitos relacionados con sustancias sujetas a fiscalización?
- ¿Está usted de acuerdo con tipificar el delito de extorsión por delincuencia organizada, para que se sancione con pena privativa de la libertad de siete a diez años a quienes obligan a efectuar negocios con intimidación por pertenecer a un grupo de delincuencia organizada?
- ¿Está usted de acuerdo con brindar una deducción adicional del 100% en el cálculo de la base imponible del impuesto a la renta para quienes emplean a personas de 45 años o más?[3]

## Preguntas del referéndum
1. La extradición de ecuatorianos está prohibida en todos los delitos, incluso aquellos relacionados al crimen organizado transnacional como el narcotráfico, tráfico de armas, trata de personas y tráfico de migrantes.
¿Está usted de acuerdo con permitir la extradición de ecuatorianos que hayan cometido delitos relacionados con el crimen organizado transnacional, a través de procesos que respeten los derechos y garantías, enmendando la Constitución de acuerdo con el Anexo 1?
2. Actualmente, el Consejo de la Judicatura selecciona, evalúa, asciende, capacita y sanciona a fiscales.
¿Está usted de acuerdo con garantizar al autonomía de la Fiscalía General del Estado, para que esta seleccione, evalúe, ascienda, capacite y sancione a los servidores que la conforman a través de un Consejo Fiscal, enmendando la Constitución de acuerdo con el Anexo 2?
3. En la actualidad, la Asamblea Nacional está integrada por 137 asambleístas y se estima que, con el censo poblacional de 2022, este número ascienda aproximadamente a 152 asambleístas.
¿Está usted de acuerdo con reducir el número de asambleístas y que se los elija de acuerdo a los siguientes criterios: 1 asambleísta por provincia y 1 asambleísta provincial adicional por cada 250.000 habitantes; 2 asambleístas nacionales por cada millón de habitantes; y 1 asambleísta por cada 500.000 habitantes que residan en el exterior, enmendando la Constitución de acuerdo con el Anexo 3?
4. Actualmente existen 272 movimientos políticos en el Ecuador.
¿Está usted de acuerdo con exigir que los movimientos políticos cuenten con un número de afiliados mínimo equivalente al 1.5% del registro electoral de su jurisdicción y obligarlos a llevar un registro de sus miembros auditado periódicamente por el Consejo Nacional Electoral, enmendando la Constitución de acuerdo con el Anexo 4?
5. El CPCCS es una entidad pública que actualmente tiene el poder de designar a 77 autoridades.
¿Está usted de acuerdo con eliminar la facultad de designar autoridades que tiene el CPCCS e implementar procesos públicos que garanticen participación ciudadana, meritocracia y escrutinio público, de modo que sea la Asamblea Nacional la que designe a través de estos procesos a las autoridades que actualmente elige el CPCCS enmendando la Constitución de acuerdo con el Anexo 5?
6. El CPCCS es una entidad pública que actualmente es elegida por sufragio universal.
¿Está usted de acuerdo con modificar el proceso de designación de los miembros del Consejo de Participación Ciudadana y Control Social, para que sean elegidos mediante un proceso que garantice participación ciudadana, meritocracia, escrutinio público, llevado a cabo por la Asamblea Nacional, enmendando la Constitución de acuerdo con el Anexo 6?
7. La Constitución excluye del Sistema Nacional de Áreas Protegidas a las áreas de protección hídrica.
¿Está usted de acuerdo con que se incorpore un subsistema de protección hídrica al Sistema Nacional de Áreas Protegidas, enmendando la Constitución de acuerdo con el Anexo 7?
8. La Constitución no prevé compensaciones a quienes apoyan a al generación de servicios ambientales.
¿Está usted de acuerdo con que las personas, comunidades, pueblos y nacionalidades, puedan ser beneficiarios de compensaciones debidamente regularizadas por el Estado, por su apoyo a la generación de servicios ambientales, enmendando la Constitución de acuerdo con el Anexo 8?
Fuente:

## Cambios constitucionales propuestos

### Pregunta 1 - Extradición[5]
- Enmiéndese el artículo 79 de la Constitución de la República del Ecuador, para que este diga: Art. 79.- No se concederá la extradición de una ecuatoriana o ecuatoriano su juzgamiento se sujetará a las leyes del Ecuador, excepto para los delitos relacionados con el crimen organizado transnacional como el tráfico de drogas, tráfico de armas trata de personas, blanqueo del producto del delito. Los procesos de extradición respetarán los derechos y garantías, y se efectuarán de conformidad con lo previsto en los tratados internacionales ratificados por el Ecuador. No procederá la extradición en los siguientes casos: 
  - 1. Cuando la solicitud de extradición se haya presentado con el fin de perseguir o sancionar a una persona por razón de su sexo, raza, religión, nacionalidad, origen étnico, ideología u opiniones políticas.
  - 2. Si existen razones fundadas para creer que la persona extraditada estaña en peligro de ser sometida a tortura, tratos crueles, inhumanos o degradantes.
- Disposición General Única.- Todos los tratados internacionales ratificados por el Ecuador a la fecha de la publicación de los resultados del referéndum constitucional en el Registro Oficial en los que se contemple la obligación del estado ecuatoriano de extraditar para los delitos relacionados al crimen organizado transnacional, se aplicaran de forma inmediata.
- Disposiciones Transitorias Primera.- La Asamblea Nacional tendrá un plazo improrrogable de trescientos sesenta y cinco días, contado desde la publicación de los resultados del referéndum constitucional en el Registro Oficial para aprobar la ley reformatoria a la Ley de Extradición que regule la presente enmienda constitucional. Este plazo podrá ser prorrogado por una única vez hasta por ciento ochenta días, previa resolución motivada del Pleno de la Asamblea Nacional.
- Segunda.- Hasta que la Asamblea Nacional cumpla con la Disposición Transitoria Primera, el Ministerio de Relaciones Exteriores y Movilidad Humana, expedirá los acuerdos ministeriales pertinentes para aplicar la presente enmienda constitucional, de conformidad con la ley. Esta normativa se expedirá en un plazo de cuarenta y cinco días, contado desde la publicación de los resultados del referéndum en el Registro Oficial.

### Pregunta 2 - Cambios en la Fiscalía General del Estado[5]
- Enmiéndese el artículo 181 de la Constitución de la República del Ecuador para que este diga: Art. 181.- Serán funciones del Consejo de la Judicatura, además de las que determine la ley: 
  - 1. Definir y ejecutar las políticas para el mejoramiento y modernización del sistema judicial.
  - 2. Conocer y aprobar la proforma presupuestaria de la Función Judicial, con excepción de los órganos autónomos.
  - 3. Dirigir los procesos de selección de jueces y demás servidores de la Función Judicial, así como, su evaluación, ascensos y sanción. Las y los servidores de la Fiscalía General del Estado serán seleccionados, evaluados, ascendidos y sancionados de conformidad con el proceso previsto en la Constitución. Todos los procesos serán públicos y las decisiones motivadas.
  - 4. Administrar la carrera y la profesionalización judicial, y organizar y gestionar escuelas de formación y capacitación judicial, con excepción de la carrera y profesionalización fiscal.
  - 5. Velar por la transparencia y eficiencia de la Función Judicial. Las decisiones del Consejo de la Judicatura se tomarán por mayoría simple.
- Agréguese un artículo innumerado después del artículo 194 de la Constitución de la República del Ecuador que diga: 
  - Artículo innumerado primero.- El Consejo Fiscal es un órgano administrativo, técnico y auxiliar de la Fiscalía General del Estado que ejecutará los procesos de selección, evaluación, ascenso y sanción de fiscales de conformidad con lo previsto en la ley. El Consejo Fiscal se conformará por siete miembros designados por la o el Fiscal General del Estado de fuera del seno de la Función Judicial y deberán cumplir al menos con los mismos requisitos exigidos para ingresar a la carrera fiscal, además de los que la ley determine.
- Disposición general Única.- Se declaran desiertos todos los procesos de selección, designación, evaluación y promoción de fiscales y servidores de la carrera fiscal administrativa que se están llevando a cabo por el Consejo de la Judicatura a la fecha de publicación de los resultados del referéndum constitucional en el Registro Oficial. Los procesos disciplinarios que a la fecha de la publicación de los resultados del referéndum constitucional en el Registro Oficial se encuentren en trámite en el Consejo de la Judicatura, continuarán tramitándose por esta institución hasta su culminación.
- Disposiciones transitorias Primera.- El o la Fiscal General del Estado remitirá a la Asamblea Nacional un proyecto de reforma al Código Orgánico de la Función Judicial que regule la presente enmienda constitucional. El proyecto será enviado en un plazo máximo de noventa días, contado desde la fecha de la publicación de los resultados del referéndum constitucional en el Registro Oficial. La Asamblea Nacional tendrá un plazo improrrogable de trescientos sesenta y cinco días, contado desde la recepción del proyecto remitido por el o la Fiscal General del Estado para aprobar la ley reformatoria al Código Orgánico de la Función Judicial.
- Segunda.- Hasta que la Asamblea Nacional cumpla con la Disposición Transitoria Primera, el o la Fiscal General del Estado emitirá las resoluciones pertinentes para aplicar la presente enmienda constitucional. Esta normativa se expedirá en un plazo de treinta días, contado desde la publicación de los resultados del referéndum en el Registro Oficial.
- Tercera.- El o la Fiscal General del Estado tendrá un plazo máximo de treinta días, contado desde la fecha de la publicación de los resultados del referéndum para designar al Consejo Fiscal.
- Cuarta.- El Ministerio de Economía y Finanzas tendrá un plazo máximo de treinta días para reasignar las partidas presupuestarias que correspondan del Consejo de la Judicatura, a la Fiscalía General del Estado, contado desde la publicación de los resultados del referéndum constitucional en el Registro Oficial.
- Disposición derogatoria Única.- Deróguese todas las normas infra constitucionales que se opongan a lo dispuesto en el presente Anexo

### Pregunta 3 - Reducción de asambleístas[5]
- Enmiéndese el artículo 118 de la Constitución de la República para que este diga: Art. 118.- La Función legislativa se ejerce por la Asamblea Nacional, que se integrará por asambleístas elegidos para un periodo de cuatro años. La Asamblea Nacional es unicameral y tendrá su sede en Quito. Excepcionalmente podrá reunirse en cualquier parte del territorio nacional. La Asamblea Nacional se integrará por: 
  - 1. Dos asambleístas elegidos en circunscripción nacional por cada millón de habitantes de acuerdo con el último censo nacional de la población, sin considerar fracciones;
  - 2. Un asambleísta elegido por cada provincia, y uno más por cada doscientos cincuenta mil habitantes de acuerdo con el último censo nacional de la población, sin considerar fracciones; y,
  - 3. Un asambleísta elegido por circunscripción del exterior por cada quinientos mil habitantes que residan en el exterior de acuerdo con los datos poblacionales del organismo rector en materia de movilidad humana.
- Disposiciones Transitorias Primera.- La Asamblea Nacional tendrá un plazo improrrogable de trescientos sesenta y cinco días, contado desde la publicación de los resultados del referéndum constitucional en el Registro Oficial para aprobar las leyes reformatorias a la Ley Orgánica de la Función Legislativa y a la Ley Orgánica Electoral y de Organizaciones Políticas, que regulen la presente enmienda constitucional, de conformidad con los principios reconocidos en el artículo 116 de la Constitución de la República del Ecuador.
- Segunda.- En el plazo máximo de cuarenta y cinco días contado desde la publicación de los resultados del referéndum constitucional en el Registro Oficial, el Ministerio de Relaciones Exteriores y Movilidad Humana emitirá las directrices para garantizar que exista un registro de la población ecuatoriana en el exterior. El registro deberá ser funcional a trescientos sesenta y cinco días contados desde la aprobación de las directrices.
- Tercera.- En caso de existir elecciones anticipadas de los asambleístas antes del cumplimiento de la Disposición Transitoria Segunda, se utilizarán como los datos poblacionales del exterior los que entregue el Ministerio de Relaciones Exteriores y Movilidad Humana.
- Disposición Derogatoria Única.- Derogúese todas las normas infra constitucionales que se opongan a lo dispuesto en el presente Anexo.

### Pregunta 4 - Reducción de organizaciones políticas[5]
- Enmiéndese el artículo 109 de la Constitución de la República del Ecuador para que este diga: Art. 109.- Las organizaciones políticas deberán cumplir con lo dispuesto en el presente artículo: 
  - 1. Los partidos políticos serán de carácter nacional, y, por lo tanto, deberán contar con una organización nacional, que comprenderá al menos al cincuenta por ciento de las provincias del país, dos de las cuales deberán corresponder a las tres de mayor población. El registro de sus afiliados no podrá ser menor al uno punto cinco por ciento del registro electoral utilizado en el último proceso electoral.
  - 2. Los movimientos políticos podrán corresponder a cualquier nivel de gobierno o a la circunscripción del exterior. Los movimientos políticos contarán con un registro de afiliados no menor al uno punto cinco por ciento del registro electoral utilizado en el último proceso electoral de la correspondiente jurisdicción. La ley establecerá los requisitos y condiciones de organización, permanencia y accionar democrático de los movimientos políticos, así como los incentivos para que conformen alianzas. Las organizaciones políticas se regirán por sus principios y estatutos, propondrán un programa de gobierno que establezca las acciones básicas que se proponen realizar, deberán presentar su declaración de principios ideológicos, estatuto, símbolos, siglas, emblemas, distintivos y la nómina de su directiva. Los afiliados serán necesarios para la creación, mantenimiento y funcionamiento de los movimientos y partidos políticos. Deberán conocer los principios ideológicos y promover los fines de la organización política a la que pertenecen. Los afiliados no podrán pertenecer simultáneamente a más de una organización política y se sujetarán a las regulaciones previstas en los estatutos. La ley regulará los regímenes aplicables para militantes, simpatizantes, o cualquier otra membresía que promueva la participación de la ciudadanía en las organizaciones políticas. Los afiliados no podrán ser reemplazados por ningún tipo de membresía que cree la lev. Las organizaciones políticas deberán mantener un registro de sus afiliados que entregarán al Consejo Nacional Electoral para que este efectúe una revisión y auditoría constante de acuerdo con la ley. El Consejo Nacional Electoral garantizará la modernización de sus sistemas que permitan para verificar la identidad de los afiliados e implementará una plataforma electrónica que permita a cada ciudadano consultar su estado de afiliación, garantizando el derecho a la protección de datos de carácter personal.
- Enmiéndese el artículo 112 de la Constitución de la República del Ecuador para que este diga: Art. 112.- Los partidos y movimientos políticos o sus alianzas podrán presentar a militantes, simpatizantes o personas no afiliadas como candidatas de elección popular. Al solicitar la inscripción quienes postulen su candidatura presentarán su programa de gobierno o sus propuestas. Los partidos y movimientos políticos o sus alianzas no podrán postular candidatas o candidatos a las elecciones al Consejo de Participación Ciudadana v Control Social.
- Disposiciones Generales Primera.- Los adherentes permanentes de los movimientos políticos pasarán automáticamente a denominarse afiliados y se regirán de acuerdo al régimen de los afiliados, de conformidad por lo dispuesto en la Constitución y la ley.
- Segunda.- Reemplácese a las palabras 'adherentes' y 'adherentes permanentes' por 'afiliados' en todos los artículos de la Ley Orgánica Electoral y de Organizaciones Políticas de la República del Ecuador, Código de la Democracia.
- Disposiciones Transitorias Primera.- El Consejo Nacional Electoral tendrá un plazo de cuarenta y cinco días, contado desde la publicación de los resultados del referéndum en el Registro Oficial para aprobar y publicar las resoluciones que especifiquen el número de afiliados -es decir, los adherentes permanentes convertidos en afiliados pertenecientes a cada movimiento político, así como también el número de afiliados que, de ser el caso, le haga falta para poder conservar su inscripción.
- Segunda.- Se otorga un plazo improrrogable de trescientos sesenta y cinco días a los movimientos políticos de carácter nacional y ciento ochenta días a los movimientos políticos seccionales, para que completen el registro de afiliados. Este plazo se contará desde la habilitación del sistema de identificación biométrico previsto en la Disposición Transitoria Sexta. Los movimientos políticos que se hubieran convertido en organizaciones nacionales por efecto de lo dispuesto en el artículo 110 de la Constitución, también deberán completar su registro de afiliados, en el plazo previsto para los movimientos nacionales.
- Tercera.- Los movimientos políticos que no cumplan con presentar las fichas de afiliación completas dentro de los plazos fijados en la Disposición Transitoria Segunda serán cancelados por el Consejo Nacional Electoral, previa resolución motivada. La cancelación se resolverá máximo en los treinta días siguientes a la presentación de las fichas de afiliación. Los movimientos políticos que no sean cancelados por el Consejo Nacional Electoral, mantendrán su inscripción. Para todos los efectos, el movimiento político se entenderá creado desde su inscripción inicial y su desempeño en las elecciones previas no será alterado, particularmente para efectos de posibilidad de presentar candidaturas, conversión en organizaciones nacionales, acreditación para acceder al financiamiento público, aplicación de causales de cancelación, o cualquier otro asunto que prevea la ley.
- Cuarta.- Para garantizar la seguridad jurídica, todo lo relacionado con este proceso de inscripción de los movimientos políticos, se regirá por las normas que expida el Consejo Nacional Electoral, en aplicación directa de la Constitución. Esta normativa se expedirá en un plazo de cuarenta y cinco días, contado desde la publicación de los resultados del referéndum en el Registro Oficial.
- Quinta.- Los movimientos políticos deberán ajustar sus estatutos o normativas internas en un plazo máximo de treinta días, contado desde la publicación de los resultados del referéndum en el Registro Oficial, para acoplarse a las disposiciones previstas en la Constitución. El Consejo Nacional Electoral deberá aprobar estas normativas internas en un plazo no mayor a diez días, contado desde su presentación.
- Sexta.- Para los procesos de registro y verificación de los afiliados previstos en la Disposición Transitoria Segunda y para aquellos procesos que el Consejo Nacional Electoral determine, se utilizará un sistema de identificación biométrico. Este sistema será implementado y estará funcional en un plazo de treinta días, contado desde la publicación de los resultados del referéndum en el Registro Oficial.
- Séptima.- El Consejo Nacional Electoral tendrá un plazo máximo de ciento ochenta días, contado desde la publicación de los resultados del referéndum en el Registro Oficial para implementar la plataforma electrónica que permitirá a cada ciudadano consultar su estado de afiliación, garantizando el derecho a la protección de datos de carácter personal.

### Pregunta 5 - Cambio de facultad de designación de autoridades de control a la Asamblea Nacional[6]
- Elimínese los numerales 9, 10, 11 y 12 del artículo 208 de la Constitución.
- Elimínese los artículos 209 y 210 de la Constitución.
- Refórmese el numeral 11 del artículo 120 de la Constitución, para que este diga: 
  - 11. Designar y posesionar a las máximas autoridades, titulares y suplentes de las Superintendencias y de la Procuraduría General del Estado de conformidad con el proceso de designación por ternas enviadas por el presidente de la República previsto en la Constitución y la ley.

- Agréguese los siguientes numerales después del numeral 11 del artículo 120 de la Constitución, para que este diga: 
  - 12. Designar y posesionar a las máximas autoridades, titulares y suplentes de la Contraloría General del Estado, Fiscalía General del Estado, Defensoría del Pueblo, Defensoría Pública y a las y los miembros del Consejo Nacional Electoral y del Tribunal Contencioso Electoral de conformidad con el procedimiento de designación por postulación ciudadana previsto en la Constitución y la ley.
  - 13. Designar y posesionar a las máximas autoridades, titulares y suplentes del Consejo de la Judicatura de conformidad con el procedimiento de designación de nominación previsto en la Constitución y la ley.
  - Cámbiese la numeración de los actuales numerales 12 y 13 a 14 y 15 respectivamente.

- Agréguese la Sección IV denominada "Procedimiento de designación por postulación ciudadana" en el Capítulo II “Función Legislativa” del Título IV “Participación y Organización del Poder”.
- Agréguese después del artículo 140 los siguientes artículos:
- Sección IV Procedimiento de designación por postulación ciudadana . 
  - Artículo innumerado primero - El Pleno de la Asamblea Nacional designará y posesionará a las máximas autoridades, titulares y suplentes de la Contraloría General del Estado, Fiscalía General del Estado, Defensoría del Pueblo, Defensoría Pública, las y los miembros del Consejo Nacional Electoral y del Tribunal Contencioso Electoral, de conformidad con el procedimiento previsto en esta sección. Estos procesos de designación se llevarán a cabo bajo los principios de transparencia, publicidad, meritocracia y escrutinio público, y se ejecutarán a través de las etapas de veeduría, postulación ciudadana, selección y designación.
  - Artículo innumerado segundo. —La o el presidente de la Asamblea Nacional dará inicio al proceso de designación con la convocatoria a la postulación ciudadana y la publicación de la lista de las organizaciones veedoras. La convocatoria se efectuará noventa días antes de que concluya el periodo de la autoridad saliente. La lista de organizaciones veedoras será enviada previamente por el Consejo de Participación Ciudadana y Control Social, que las seleccionará considerando su trayectoria y experticia. La postulación ciudadana se efectuará dentro de un plazo de veinte días, contado desde la convocatoria. La Asamblea Nacional publicará las postulaciones en su plataforma digital en el término de un día desde su recepción. La selección de candidatos se efectuará por comisiones técnicas de selección que se encargarán de revisar la admisibilidad, valorar a los postulantes bajo principios de meritocracia y especialidad y resolver las impugnaciones ciudadanas. En el plazo máximo de sesenta días, contado desde la finalización de la postulación ciudadana, las comisiones técnicas de selección emitirán un informe vinculante motivando la selección con los candidatos titulares y suplentes en orden de prelación. En ningún caso, la Asamblea Nacional podrá revisar o modificar la lista remitida por las comisiones técnicas de selección. El Presidente de la Asamblea Nacional convocará al Pleno de la Asamblea Nacional para la designación y posesión de los candidatos en el plazo máximo de diez días, contado desde la recepción del informe vinculante. El Pleno de la Asamblea Nacional votará por los candidatos en el orden de prelación y designará a las autoridades titulares y suplentes, con el voto de la mayoría absoluta de los miembros de la Asamblea Nacional.
  - Artículo innumerado tercero. - Las comisiones técnicas de selección se conformarán por un delegado de cada Función del Estado, dos ciudadanos y dos representantes de las universidades, elegidos de la siguiente forma: 
    - 1. La o el delegado de la Función Ejecutiva será remitido por la o el presidente de la República.
    - 2. La o el delegado de la Función Legislativa será remitido por el Pleno de la Asamblea Nacional.
    - 3. La o el delegado de la Función Judicial será remitido por el Pleno del Consejo de la Judicatura.
    - 4. La o el delegado de la Función Electoral será remitido por el Pleno del Consejo Nacional Electoral.
    - 5. La o el delegado de la Función de Transparencia y Control Social será remitido por el Pleno de la instancia de coordinación de esta Función.
    - 6. Las o los ciudadanos serán elegidos por sorteo público de entre quienes se postulen.
    - 7. Las o los representantes de las universidades serán académicos designados por las universidades.

  - El organismo público de planificación, regulación y coordinación interna del sistema de educación superior seleccionará a las universidades que enviarán a los representantes, considerando la calidad de las instituciones de educación superior. Los comisionados deberán cumplir como mínimo con los mismos requisitos de las autoridades que van a seleccionar. Las comisiones técnicas de selección estarán presididas por quienes sus miembros elijan y serán designadas por las y los asambleístas nacionales, treinta días antes de la convocatoria a la postulación ciudadana.
  - Artículo innumerado cuarto.- Las comisiones técnicas de selección tendrán las siguientes atribuciones:
    - 1. Dictar las normas que regularán la etapa de selección del proceso de designación.
    - 2. Solicitar información a instituciones públicas para verificar la documentación presentada por las y los postulantes.
    - 3. Resolver sobre la admisibilidad de las y los postulantes, verificando que estos cumplan con los requisitos para ejercer el cargo.
    - 4. Valorar a las y los postulantes con criterios de meritocracia en relación con el cargo al que postulan y determinar un orden de prelación. Esta valoración será técnica y se ejecutará a través de procesos públicos que garanticen la oralidad.
    - 5. Resolver las impugnaciones ciudadanas que se presenten, previa sustanciación de audiencias públicas que garanticen el derecho a la defensa.
    - 6. Elaborar un informe vinculante motivado que incluirá la resolución de admisibilidad, meritocracia e impugnación ciudadana y que contendrá los candidatos titulares y suplentes para la designación y posesión por parte de la Asamblea Nacional.

  - Artículo innumerado quinto.- Las comisiones técnicas de selección remitirán un listado o una terna de candidatos al Pleno de la Asamblea Nacional, dependiendo de la autoridad a ser designada. 
    - 1. Las máximas autoridades de la Contraloría General del Estado, Fiscalía General del Estado, Defensoría del Pueblo, y Defensoría Pública y sus respectivos suplentes, serán designados por el Pleno de la Asamblea Nacional de entre la terna de candidatos remitida por la comisión técnica de selección.
    - 2. Los miembros del Consejo Nacional Electoral y Tribunal Contencioso Electoral y sus respectivos suplentes, serán designados por el Pleno de la Asamblea Nacional de entre la lista de nueve candidatos remitida por la comisión técnica de selección.

  - Artículo innumerado sexto.- En caso de que, el Pleno de la Asamblea Nacional no designe dentro de los noventa días contados desde la convocatoria a la postulación ciudadana, se entenderán designadas y posesionadas las autoridades titulares y suplentes en el orden fijado por la comisión técnica de selección.
  - Artículo innumerado séptimo- Las autoridades suplentes reemplazarán a los titulares en casos de ausencia temporal o definitiva. En caso de ausencia definitiva, los suplentes asumirán el cargo por el periodo restante para el que fue elegido el titular.
- Agréguese la Sección V denominada "Procedimiento de designación por ternas enviadas por la o el Presidente de la República" en el Capítulo II "Función Legislativa" del Título IV” Participación y Organización del Poder". Sección V Procedimiento de designación por ternas enviadas por la o el presidente de la República 
  - Artículo innumerado primero.- El Pleno de la Asamblea Nacional designará y posesionará a las máximas autoridades, titulares y suplentes de las Superintendencias y la Procuraduría General del Estado, de conformidad con el procedimiento previsto en esta sección. Estos procesos de designación se llevarán a cabo bajo los principios de meritocracia, transparencia, publicidad, escrutinio público y garantizarán el derecho de impugnación ciudadana. El Presidente de la República enviará las ternas a la Asamblea Nacional treinta días antes de que concluya el periodo de la autoridad saliente. La terna estará́ conformada con criterios de especialidad y méritos. El Pleno de la Asamblea Nacional votará por los candidatos que superen la impugnación ciudadana en el orden remitido por la o el presidente de la República y designará a los titulares y suplentes, con el voto de la mayoría absoluta de los miembros de la Asamblea Nacional.
  - Artículo innumerado segundo.- Las autoridades suplentes reemplazarán a los titulares en casos de ausencia temporal o definitiva. En caso de ausencia definitiva, las y los suplentes asumirán el cargo por el periodo restante para el que fue elegido el titular.
- Enmiéndese el artículo 224 de la Constitución para que este diga: Art. 224.- Los miembros del Consejo Nacional Electoral y del Tribunal Contencioso Electoral serán designados de acuerdo con el proceso previsto en la Constitución, y en su conformación se respetará la garantía de equidad y paridad entre hombres y mujeres, de acuerdo con la ley. Elimínese el inciso tercero del artículo 213 de la Constitución de la República del Ecuador.
- Enmiéndese el artículo 236 de la Constitución de la República del Ecuador para que este diga: Art. 236.- La procuradora o el procurador general del Estado y su suplente serán designados por el Pleno de la Asamblea Nacional de entre la terna remitida por la o el presidente de la República, de conformidad con el proceso de designación previsto en la Constitución. Quienes conformen la terna deberán reunir los mismos requisitos exigidos para ser miembros de la Corte Constitucional.
- Enmiéndese el artículo 179 de la Constitución de la República para que este diga: Art. 179.- El Consejo de la Judicatura se integrará por cinco delegados y sus respectivos suplentes, quienes serán elegidos mediante ternas enviadas por el presidente de la Corte Nacional de Justicia, cuyo representante lo presidirá; por el Fiscal General del Estado, por el Defensor Público, por la Función Ejecutiva y por la Asamblea Nacional. Los delegados mencionados en el inciso anterior serán elegidos por el Pleno de la Asamblea Nacional, previo proceso público de selección con escrutinio, veeduría y posibilidad de una impugnación ciudadana. 
  - Los asambleístas nacionales designarán a una comisión técnica de selección que se conformará por cinco miembros, un delegado de la Función de Transparencia y Control Social, un asambleísta nacional y tres representantes de las universidades. Los comisionados serán designados de la misma forma prevista para los miembros de las comisiones técnicas de selección reguladas en el procedimiento de designación por postulación ciudadana; excepto la o el asambleísta nacional, quien será́ designado por los asambleístas nacionales directamente.
  - Los comisionados deberán cumplir como mínimo con los mismos requisitos de las autoridades que van a seleccionar. La comisión técnica de selección se encargará de dictar las normas de selección, revisar la admisibilidad y resolver respecto de las impugnaciones ciudadanas. La comisión técnica de selección emitirá́ un informe vinculante al Pleno de la Asamblea Nacional con la lista de los candidatos admitidos titulares y suplentes para su designación y posesión. En ningún caso, la Asamblea Nacional podrá́ revisar o modificar la lista remitida por las comisiones técnicas de selección.
  - El Pleno de la Asamblea Nacional deberá́ designar a un vocal por autoridad nominadora como titular; y a otro, correspondiente a la misma autoridad nominadora, como suplente con el voto de la mayoría absoluta de sus miembros. En caso de que, el Pleno de la Asamblea Nacional no designe dentro los sesenta días contados desde la recepción de las ternas, se entenderán designados y posesionados los vocales titulares y suplentes en el orden fijado por la comisión técnica de selección. Los miembros del Consejo de la Judicatura, tanto titulares como suplentes, durarán en el ejercicio de sus funciones 6 años. El Consejo de la Judicatura rendirá́ su informe anual ante la Asamblea Nacional, que podrá́ fiscalizar y juzgar a sus miembros.
- Enmiéndese el artículo 205 de la Constitución, para que este diga: Art. 205.- Los representantes de las entidades que forman parte de la Función de Transparencia y Control Social tendrán fuero de Corte Nacional y estarán sujetos al enjuiciamiento político de la Asamblea Nacional. Ejercerán sus funciones durante un periodo de cinco años a excepción de los miembros del Consejo de Participación Ciudadana y Control Social cuyo periodo será́ de cuatro años. En caso de ser enjuiciados políticamente, y de procederse a su destitución, su suplente ocupará el cargo por el periodo restante para el que fue elegido el titular. En el caso de los miembros del Consejo de Participación Ciudadana y Control Social, se principalizará el correspondiente suplente hasta la finalización de ese periodo. Sus máximas autoridades deberán ser ecuatorianas o ecuatorianos en goce de los derechos políticos y serán seleccionadas, de conformidad con los procedimientos de selección de autoridades previstos en la Constitución. Elimínese la frase “, y designará a las autoridades que le corresponda de acuerdo con la Constitución y la ley” del inciso primero del artículo 207 de la Constitución de la República del Ecuador.
- Disposición General Única.- Se declaran desiertos todos los procesos de designación que se están llevando a cabo por el Consejo de Participación Ciudadana y Control Social a la fecha de la publicación de los resultados del referéndum constitucional en el Registro Oficial.
- Disposiciones Transitorias Primera.- El Presidente de la República tendrá un plazo de ciento ochenta días para remitir los proyectos de ley reformatorios que regulen los cambios para la implementación de la presente enmienda constitucional. La Asamblea Nacional tendrá́ un plazo de trescientos sesenta y cinco días desde la publicación de los resultados del referéndum constitucional en el Registro Oficial para aprobar las leyes reformatorias que regulen la presente enmienda constitucional. Este plazo podrá́ser prorrogado por una única vez hasta por noventa días, previa resolución motivada del Pleno de la Asamblea Nacional.
- Segunda.- Todas las autoridades cuya designación le compete actualmente al Consejo de Participación Ciudadana y Control Social y que no han sido legalmente reemplazadas, debiendo serlo, se entenderán prorrogadas en sus funciones hasta que sean reemplazadas previo cumplimiento de la Disposición Transitoria Primera y culminación del proceso de designación previsto en la Constitución
- Tercera.- En el caso de que, una autoridad cuya designación es actualmente competencia del Consejo de Participación Ciudadana y Control Social, se ausente de su cargo de forma definitiva por cualquier causa, mientras no se apruebe el proyecto de ley reformatoria a la Ley Orgánica de la Función Legislativa, se aplicará el mecanismo de sucesión previsto en la Constitución y la ley a la fecha de la publicación de los resultados del referéndum constitucional en el Registro Oficial.
- Cuarta.- En el plazo máximo de cuarenta y cinco días contado desde la publicación de los resultados del referéndum constitucional en el Registro Oficial, el Ministerio de Economía y Finanzas ajustará el presupuesto del Consejo de Participación Ciudadana y Control Social, de acuerdo con sus nuevas funciones.

### Pregunta 6 - Cambio de forma de elección del CPCCS[6]
- Elimínese el inciso tercero del artículo 207 de la Constitución.
- Elimínese el inciso tercero del artículo 112 de la Constitución.
- Agréguese un artículo innumerado después del 207 de la Constitución, que diga: 
  - Artículo innumerado primero.- Las y los miembros titulares y suplentes del Consejo de Participación Ciudadana y Control Social serán elegidos con el voto de la mayoría absoluta de los miembros de la Asamblea Nacional de entre la lista de veinte candidatos remitidos por la comisión técnica de selección. Este proceso de designación se llevará a cabo bajo los principios de transparencia, publicidad, meritocracia y escrutinio público, y se ejecutarán a través de las etapas de veeduría, postulación ciudadana, selección y designación.
  - Artículo innumerado segundo.- La o el presidente de la Asamblea Nacional dará inicio al proceso de designación con la convocatoria a la postulación ciudadana y la publicación de lista de las organizaciones veedoras. La convocatoria se efectuará noventa días antes de que concluya el periodo de la autoridad saliente. La lista de organizaciones veedoras será enviada previamente por el Consejo de Participación Ciudadana y Control Social, que las seleccionará considerando su trayectoria y experticia. La postulación ciudadana se efectuará dentro de un plazo de veinte días, contado desde la convocatoria. La Asamblea Nacional publicará las postulaciones en su plataforma digital en el término de un día desde su recepción. La selección de candidatos se efectuará por una comisión técnica de selección que se encargará de revisar la admisibilidad, valorar a los postulantes bajo principios de meritocracia y especialidad y resolver las impugnaciones ciudadanas. En el plazo máximo de sesenta días, contado desde la finalización de la postulación ciudadana, la comisión técnica de selección emitirá un informe vinculante motivando la selección con la lista de candidatos titulares y suplentes en orden de prelación para su designación y posesión. En ningún caso, la Asamblea Nacional podrá revisar o modificar la lista remitida por la comisión técnica de selección. La o el presidente de la Asamblea Nacional convocará al Pleno de la Asamblea Nacional para la designación y posesión de los candidatos en el plazo máximo de diez días, contado desde la recepción del informe vinculante. El Pleno de la Asamblea Nacional votará por los candidatos en el orden de prelación y designará a las autoridades titulares y suplentes, con el voto de la mayoría absoluta de los miembros de la Asamblea Nacional.
  - Artículo innumerado tercero.- La comisión técnica de selección se conformará por un delegado de cada Función del Estado, dos ciudadanos y dos representantes de las universidades, elegidos de la siguiente forma: 
    - 8 La o el delegado de la Función Ejecutiva será remitido por la o el presidente de la República.
    - 9. La o el delegado de la Función Legislativa será remitido por el Pleno de la Asamblea Nacional.
    - 10. La o el delegado de la Función Judicial será remitido por el Pleno del Consejo de la Judicatura.
    - 11. La o el delegado de la Función Electoral será remitido por el Pleno del Consejo Nacional Electoral.
    - 12. La o el delegado de la Función de Transparencia y Control Social será remitido por el Pleno de la instancia de coordinación de esta Función.
    - 13. Las o los ciudadanos serán elegidos por sorteo público de entre quienes se postulen.
    - 14. Las o los representantes de las universidades serán académicos designados por las universidades.
    - El organismo público de planificación, regulación y coordinación interna del sistema de educación superior eleccionará (sic) a las universidades que enviarán a los representantes, considerando la calidad de las instituciones de educación superior. La comisión técnica de selección estará presidida por quienes sus miembros elijan y serán designadas por las y los asambleístas nacionales, treinta días antes de la convocatoria a la postulación ciudadana.

  - Artículo innumerado cuarto. - Las comisiones técnicas de selección tendrán las siguientes atribuciones: 
    - 7. Dictar las normas que regularán la etapa de selección del proceso de designación.
    - 8. Solicitar información a instituciones públicas para verificar la documentación presentada por las y los postulantes
    - 9. Resolver sobre la admisibilidad de las y los postulantes, verificando que estos cumplan con los requisitos para ejercer el cargo.
    - 10. Valorar a las y los postulantes con criterios de meritocracia en relación con el cargo al que postulan y determinar un orden de prelación. Esta valoración será técnica y se ejecutará a través de procesos públicos que garanticen la oralidad y publicidad.
    - 11. Resolver las impugnaciones ciudadanas que se presenten, previa sustanciación de audiencias públicas que garanticen el derecho a la defensa.
    - 12. Elaborar un informe vinculante motivado que incluirá la resolución de admisibilidad, meritocracia e impugnación ciudadana que contendrá la lista de veinte candidatos titulares y suplentes para la designación y posesión por parte de la Asamblea Nacional.

  - Artículo innumerado quinto.- En caso de que, el Pleno de la Asamblea Nacional no designe dentro los noventa días contados desde la convocatoria a la postulación ciudadana, se entenderán designadas y posesionadas las autoridades titulares y suplentes en el orden fijado por la comisión técnica de selección.
  - Artículo innumerado sexto.- Las autoridades suplentes reemplazarán a las y los titulares en casos de ausencia temporal o definitiva. En caso de ausencia definitiva, las y los suplentes asumirán el cargo por el periodo restante por el que fue elegido la o el titular.

### Pregunta 7 - Subsistema de protección hídrica[5]
- Enmiéndese el artículo 405 de la Constitución de la República del Ecuador para que este diga: Art. 405.- El sistema nacional de áreas protegidas garantizará la conservación de la biodiversidad y el mantenimiento de las funciones ecológicas. El sistema se integrará por los subsistemas estatal, autónomo descentralizado, comunitario, privado y de protección hídrica; su rectoría y regulación será ejercida por el listado. El Estado asignará los recursos económicos necesarios para la sostenibilidad financiera del sistema, y fomentará la participación de las comunidades, pueblos y nacionalidades que han habitado ancestralmente las áreas protegidas en su administración y gestión. Las personas naturales o jurídicas extranjeras no podrán adquirir a ningún título tierras o concesiones en las áreas de seguridad nacional ni en áreas protegidas, de acuerdo con la ley.
- Disposición general Única.- Las áreas de protección hídrica pertenecerán al subsistema de áreas de protección hídrica.
- Disposiciones Transitorias Primera.- La Asamblea Nacional tendrá un plazo de trescientos sesenta y cinco días, contado desde la publicación de los resultados del referéndum constitucional en el Registro Oficial, para aprobar la ley reformatoria al Código Orgánico del Ambiente que regule la presente enmienda constitucional. Este plazo podrá ser prorrogado por una única vez hasta por ciento ochenta días, previa resolución motivada del Pleno de la Asamblea Nacional.
- Segunda.- Hasta que la Asamblea Nacional cumpla con la Disposición Transitoria Primera, el Ministerio del Ambiente, Agua y Transición Ecológica expedirá los acuerdos ministeriales pertinentes para aplicar la presente enmienda constitucional. Esta normativa se expedirá un plazo de sesenta días, contado desde la publicación de los resultados del referéndum en el Registro Oficial.
- Tercera.- Las áreas de protección hídrica existentes serán asignadas al subsistema de las áreas de protección hídrica en el plazo máximo de noventa días contado desde la publicación de los resultados del referéndum en el Registro Oficial.

### Pregunta 8 - Compensación por servicios ambientales[5]
- Enmiéndese el artículo 74 de la Constitución de la República del Ecuador para que este diga: Art. 74.- Las personas, comunidades, pueblos y nacionalidades tendrán derecho a beneficiarse del ambiente y de las riquezas naturales que les permitan el buen vivir. Los servicios ambientales no serán susceptibles de apropiación. El Estado, en su calidad de administrador de los servicios ambientales, regulará su producción, prestación, uso y aprovechamiento y definirá los lineamientos y mecanismos de compensaciones que las personas, comunidades, pueblos y nacionalidades reciban por su apoyo a la generación de los mismos.
- Disposiciones Transitorias Primera.- La Asamblea Nacional tendrá un plazo de trescientos sesenta y cinco días, contado desde la publicación de los resultados del referéndum constitucional en el Registro Oficial, para aprobar la ley reformatoria al Código Orgánico del Ambiente que regule la presente enmienda constitucional. Este plazo podrá ser prorrogado por una única vez hasta por ciento ochenta días, previa resolución motivada del Pleno de la Asamblea Nacional.
- Segunda.- Hasta que la Asamblea Nacional cumpla con la Disposición Transitoria Primera, el Ministerio del Ambiente, Agua y Transición Ecológica expedirá los acuerdos ministeriales pertinentes para aplicar la presente enmienda constitucional. Esta normativa se expedirá un plazo de noventa días, contado desde la publicación de los resultados del referéndum en el Registro Oficial.

## Campaña electoral
Las posturas que han presentado las diversas organizaciones políticas y sociales son las siguientes:
| Campaña por el Sí - Movimiento CREO (oficialista) - Partido Avanza | Campaña por el No - Movimiento Revolución Ciudadana - Partido Unidad Popular - Partido Socialista Ecuatoriano - Unión General de Trabajadores del Ecuador - Unión Nacional de Educadores |

## Encuestas
| Fecha         | Fuente       | Muestra | Confianza | Pregunta 1 | Pregunta 1 | Pregunta 2 | Pregunta 2 | Pregunta 3 | Pregunta 3 | Pregunta 4 | Pregunta 4 | Pregunta 5 | Pregunta 5 | Pregunta 6 | Pregunta 6 | Pregunta 7 | Pregunta 7 | Pregunta 8 | Pregunta 8 |
| Fecha         | Fuente       | Muestra | Confianza | SÍ         | NO         | SÍ         | NO         | SÍ         | NO         | SÍ         | NO         | SÍ         | NO         | SÍ         | NO         | SÍ         | NO         | SÍ         | NO         |
| ------------- | ------------ | ------- | --------- | ---------- | ---------- | ---------- | ---------- | ---------- | ---------- | ---------- | ---------- | ---------- | ---------- | ---------- | ---------- | ---------- | ---------- | ---------- | ---------- |
| 26/01/2023    | CEDATOS      | 2668    | 95%       | 61.0%      | 39%        | 64.2%      | 35.8%      | 77.9%      | 22.1%      | 77.0%      | 23%        | 60.9%      | 39.1%      | 54.8%      | 45.2%      | 72.2%      | 27.8%      | 69.8%      | 30.2%      |
| 23/01/2023    | IPSOS        | 2520    | 95%       | 69%        | 31%        | 73%        | 27%        | 82%        | 18%        | 78%        | 22%        | 65%        | 35%        | 74%        | 26%        | 85%        | 15%        | 83%        | 17%        |
| 06/01/2023    | Clima Social | 3910    | 95%       | 69.3%      | 21.1%      | 61.9%      | 23.6%      | 82.3%      | 11.1%      | 79.9%      | 11.7%      | 49.4%      | 27.1%      | 54.8%      | 21.4%      | 79.9%      | 10.7%      | 77.8%      | 12.3%      |
| 21/12/2022    | IPSOS        | 2490    | 95%       | 68%        | 32%        | 72%        | 28%        | 86%        | 14%        | 82%        | 18%        | 69%        | 31%        | 76%        | 24%        | 88%        | 12%        | 84%        | 16%        |
| 15/12/2022    | CEDATOS      | 2508    | 95%       | 61.3%      | 30.9%      | 64.1%      | 24.5%      | 73.3%      | 18.9%      | 65.1%      | 22.0%      | 58.5%      | 25.1%      | 54.9%      | 26.8%      | 71.1%      | 17.0%      | 69.2%      | 21.1%      |
| 1-4/10/2022   | IPSOS        | 2490    | 95%       | 72%        | 28%        | 72%        | 28%        | 81%        | 19%        | 75%        | 25%        | 67%        | 33%        | -          | -          | 76%        | 24%        | 77%        | 23%        |
| 14-17/09/2022 | CEDATOS      | 2300    | +/- 2,4%  | 71.9%      | 21.7%      | 71.5%      | 17.8%      | 81.4%      | 12.2%      | 75.1%      | 13.8%      | 66.7%      | 18.3%      | -          | -          | 75.6%      | 13.2%      | 76.8%      | 14.5%      |

## Resultados
|  | 48.46 % |

|  | 51.54 % |

|  | 43.29 % |

|  | 56.71 % |

|  | 46.93 % |

|  | 53.07 % |

|  | 45.45 % |

|  | 54.55 % |

|  | 42.37 % |

|  | 57.63 % |

|  | 42.13 % |

|  | 57.87 % |

|  | 44.59 % |

|  | 55.41 % |

|  | 44.04 % |

|  | 55.96 % |

### Resultado por Provincias
|  | 45.35 % |

|  | 54.65 % |

|  | 32.00 % |

|  | 68.00 % |

|  | 40.15 % |

|  | 59.85 % |

|  | 40.42 % |

|  | 59.58 % |

|  | 38.05 % |

|  | 61.95 % |

|  | 32.38 % |

|  | 67.62 % |

|  | 42.84 % |

|  | 57.16 % |

|  | 46.74 % |

|  | 53.26 % |

|  | 52.77 % |

|  | 47.23 % |

|  | 50.37 % |

|  | 49.63 % |

|  | 38.74 % |

|  | 61.26 % |

|  | 43.99 % |

|  | 56.01 % |

|  | 44.87 % |

|  | 55.13 % |

|  | 40.05 % |

|  | 59.95 % |

|  | 32.35 % |

|  | 67.65 % |

|  | 32.68 % |

|  | 67.32 % |

|  | 39.47 % |

|  | 60.53 % |

|  | 47.44 % |

|  | 52.56 % |

|  | 28.37 % |

|  | 71.63 % |

|  | 41.42 % |

|  | 58.58 % |

|  | 48.71 % |

|  | 51.29 % |

|  | 24.75 % |

|  | 75.25 % |

|  | 50.16 % |

|  | 49.84 % |

|  | 30.65 % |

|  | 69.35 % |

|  | 100 % |

### Resultado en el Exterior
|  | 61.89 % |

|  | 38.11 % |

|  | 57.47 % |

|  | 42.53 % |

|  | 46.64 % |

|  | 53.36 % |

|  | 100 % |